# Marrko core
Marrko core je cvičební systém, který využívá odstředivou sílu k posílení vnitřního stabilizačního systému i povrchových svalů. Cvičební systém se skládá ze sedmi základních cviků, jejichž cílem je nejen posilování svalů trupu, ale i rozvoj vytrvalosti, dynamiky vlastního těla, flexibility, výdrže, obratnosti a koordinace pohybu.

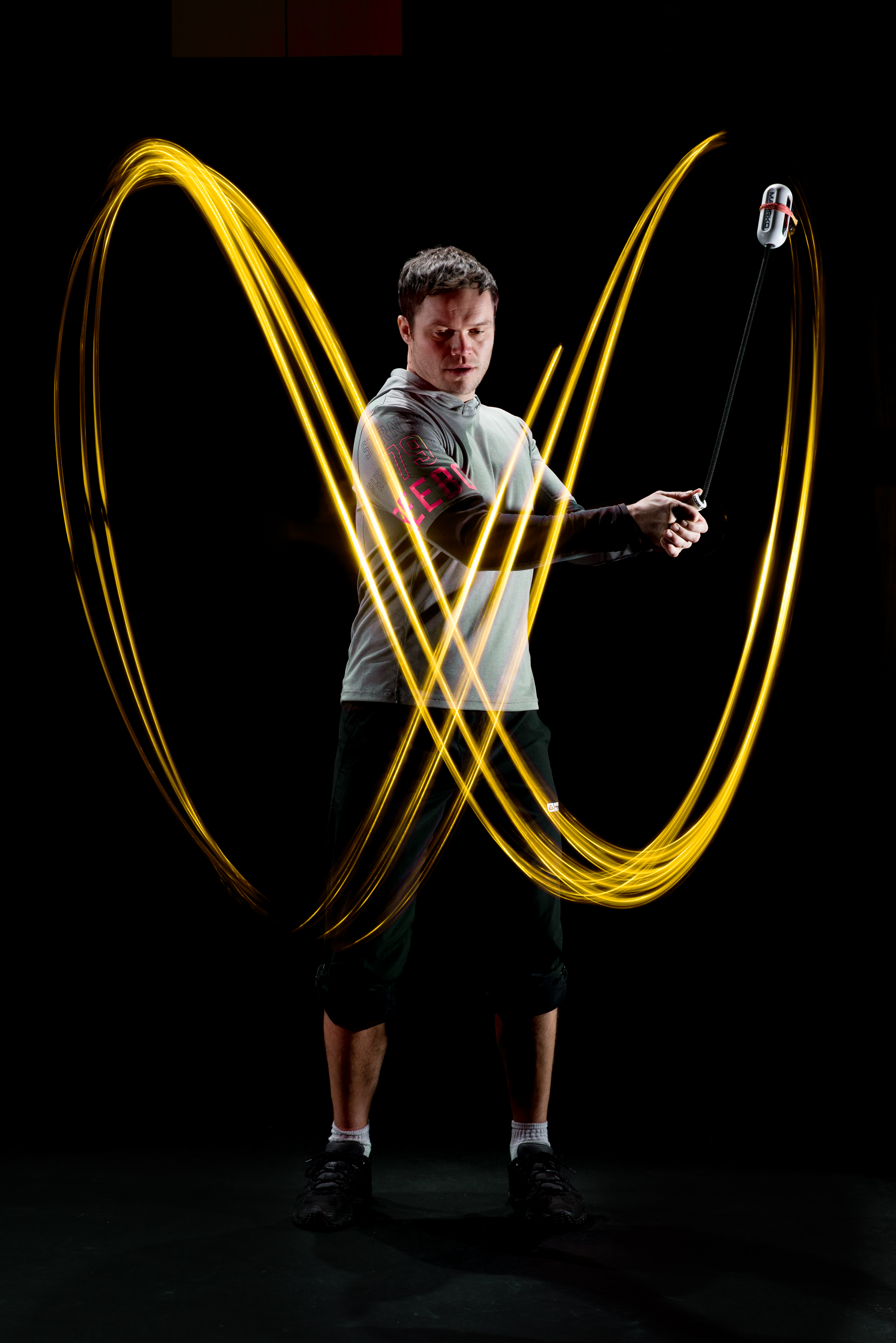

## Historie
Cvičební systém Marrko core vyvinul v roce 2016 bývalý příslušník průzkumné čety 43. výsadkového praporu Chrudim Martin Kofroň, který si na vojenské misi v Afghánistánu poranil páteř.
Po neúspěšných rehabilitacích se Kofroň snažil najít způsob, jak odstranit neustálou bolest v bederní oblasti zad. Při jednom z pokusů zjistil, že při torzním pohybu trupu za pomoci lana s uzly se uvolňují svaly v oblasti beder a pohyb přináší úlevu. Takto vznikl první cvik, který se jmenuje stejně jako cvičební systém, tedy Marrko.

## Vybavení
K provádění cviků je zapotřebí stejnojmenné nářadí, které se skládá z rukojeti, lana o příslušné délce a zátěžové hlavice, do které se vkládají vložná závaží.

## Popis cvičení
Cvičení je velmi účinné především pro posílení svalstva trupu a horních končetin, koordinaci pohybů a zvyšování fyzické kondice. Díky zapojování více svalových skupin dohromady je cvičení vhodné při redukci hmotnosti.
Marrko core využívá odstředivé síly, která vyvádí těžiště těla z jeho přirozené pozice. Mozek tělo automaticky směruje k návratu zpět, aby drželo stabilitu a tím aktivuje hluboký stabilizační systém páteře i povrchové svaly.
Na první pohled jednoduché cviky ale vyžadují správné technické provedení, jinak se účinnost cvičení snižuje.